# Atarib
Atarib (em árabe: أتارب) é uma cidade na zona rural ocidental de Alepo, na província de Aleppo, Síria. Localizado a 25 quilômetros (16 mi) oeste da cidade de Aleppo e 25 km (16 mi) a sudeste de Reyhanlı, na província de Hatay, administrada pela Turquia, é o centro regional do distrito de Atarib. No censo de 2004, a cidade de Atarib tinha uma população de 10.657.
Atarib é um grande centro comercial e agrícola na província, e a comunidade é caracterizada por sua vida rural. Um sítio arqueológico está localizado no topo de uma colina no centro da cidade.[carece de fontes?]

## História
Durante a Guerra Civil Síria, Atarib foi um povoado controlado pelos rebeldes. As manifestações do regime anti-Assad ocorreram em Atarib, no início da revolução síria, em abril de 2011. Tornou-se um centro para oficiais desertados do Exército Sírio, que formariam o núcleo do Exército Livre da Síria e, especificamente, sua brigada de al-Mutasem Bi’ allah. As forças do governo foram forçadas a se retirar em julho de 2012. Em agosto de 2012, foi relatado que todos os edifícios do centro da cidade estavam danificados, com janelas quebradas, portas em estilhaços e toldos rasgados em tiras. No centro, estavam as bombas carbonizadas da delegacia e da prefeitura, que as tropas ocupavam em fevereiro. Durante meses, rebeldes locais atacaram suas posições e tentaram cortar suas linhas de suprimentos. Quando o exército partiu em junho, a cidade estava destruída e deserta. Os líderes da cidade formaram conselhos civis e militares e abriram uma prisão que abriga cerca de quinze pessoas. O exército atacava a cidade diariamente, mantendo os residentes afastados. Apenas cerca de 4.000 residentes permaneceram em agosto de 2012.
É conhecida por sua história de resistência civil e armada contra o governo sírio e grupos islâmicos de linha dura, com seus moradores expulsando o ISIL em 2014 e as tropas de al-Nusra em 2015. Em novembro de 2013, a cidade era controlada pelo ISIL. No início de janeiro de 2014, foram relatados confrontos entre a Frente Islâmica e as forças do ISIS na cidade. Em abril de 2014, a cidade estava de volta sob controle rebelde. Em junho de 2014, foram relatados confrontos entre a SRF e al-Nusra; cerca de cinco dias depois, a maior parte da Frente al-Nusra retirou-se das cidades de Atarib e Sarmada.[carece de fontes?] Al-Nusra tentou tomar o controle da cidade em fevereiro de 2015. Durante a campanha de al-Nusra para eliminar o Movimento Hazzm, afiliado à FSA, al-Nusra ameaçou sitiar Atarib e exigiu a rendição de locais que eram membros do Movimento Hazzm. No entanto, com o apoio de outros grupos rebeldes, Atarib resistiu ao controle de al-Nusra.
Em 2017, ocorreu dentro de uma das "zonas de desescalonamento" intermediadas entre Rússia, Irã e Turquia, mas foi bombardeada desde então por forças do governo, incluindo greves no mercado em novembro de 2017 descrito pela Comissão de Inquérito da ONU sobre a Síria como um possível crime de guerra, a primeira vez que implicou explicitamente a Rússia em possíveis crimes de guerra.

## Clima
Atarib tem um clima mediterrânico de verão quente (classificação climática de Köppen: Csa).
| Dados climáticos para Atarib | Dados climáticos para Atarib | Dados climáticos para Atarib | Dados climáticos para Atarib | Dados climáticos para Atarib | Dados climáticos para Atarib | Dados climáticos para Atarib | Dados climáticos para Atarib | Dados climáticos para Atarib | Dados climáticos para Atarib | Dados climáticos para Atarib | Dados climáticos para Atarib | Dados climáticos para Atarib | Dados climáticos para Atarib |
| Mês                          | Jan                          | Fev                          | Mar                          | Abr                          | Mai                          | Jun                          | Jul                          | Ago                          | Set                          | Out                          | Nov                          | Dez                          | Ano                          |
| ---------------------------- | ---------------------------- | ---------------------------- | ---------------------------- | ---------------------------- | ---------------------------- | ---------------------------- | ---------------------------- | ---------------------------- | ---------------------------- | ---------------------------- | ---------------------------- | ---------------------------- | ---------------------------- |
| Média alta °C (°F)           | 10.6 (51.1)                  | 12.9 (55.2)                  | 16.8 (62.2)                  | 22.2 (72)                    | 28.1 (82.6)                  | 32.7 (90.9)                  | 35.0 (95)                    | 35.3 (95.5)                  | 33.2 (91.8)                  | 27.1 (80.8)                  | 18.6 (65.5)                  | 12.5 (54.5)                  | 23.75 (74.76)                |
| Média diária °C (°F)         | 6.6 (43.9)                   | 7.9 (46.2)                   | 11.1 (52)                    | 15.7 (60.3)                  | 20.6 (69.1)                  | 25.2 (77.4)                  | 27.8 (82)                    | 28.2 (82.8)                  | 25.5 (77.9)                  | 19.8 (67.6)                  | 12.7 (54.9)                  | 8.1 (46.6)                   | 17.43 (63.39)                |
| Média baixa °C (°F)          | 2.6 (36.7)                   | 2.9 (37.2)                   | 5.4 (41.7)                   | 9.1 (48.4)                   | 13.1 (55.6)                  | 17.7 (63.9)                  | 20.5 (68.9)                  | 21.0 (69.8)                  | 17.7 (63.9)                  | 12.5 (54.5)                  | 6.8 (44.2)                   | 3.7 (38.7)                   | 11.08 (51.96)                |
| Média precipitação mm (pol.) | 82 (3.23)                    | 71 (2.8)                     | 55 (2.17)                    | 40 (1.57)                    | 18 (0.71)                    | 4 (0.16)                     | 0 (0)                        | 0 (0)                        | 3 (0.12)                     | 26 (1.02)                    | 43 (1.69)                    | 74 (2.91)                    | 416 (16.38)                  |
| Fonte: Climate-Data.org      |                              |                              |                              |                              |                              |                              |                              |                              |                              |                              |                              |                              |                              |